# چارلی (آلبوم)
چارلی (به انگلیسی: Charli) سومین آلبوم استودیویی از خوانندهٔ انگلیسی چارلی ایکس‌سی‌ایکس می‌باشد که در ۱۳ سپتامبر سال ۲۰۱۹ از سوی اسایلم و آتلانتیک رکوردز انگلیس منتشر شد. این اثر با انتشار سه تک‌آهنگ از پیش منتشرشده همراه بود: «۱۹۹۹» با تروی سیوان، «میندازمش گردن عشق تو» به‌همراهٔ لیزو، «رفته» با حضور کریستین اند د کوئینز. همچنین با تک‌آهنگ‌های «خطت میزنم» به‌همراهٔ اسکای فریرا، «گرم» با حضور هایم، «فوریهٔ ۲۰۱۷» با کلرو و ییجی و «۲۰۰۹» که باز با حضور تروی سیوان همراه بود، از این اثر تبلیغ و ترویج شد. این آلبوم از نظر موسیقایی آوانپاپ، الکتروپاپ، فیوچر پاپ، و هایپرپاپ توصیف شده‌است.